# Bilal Mohammed
Bilal Mohammed Rajab (en arabe : بلال محمد), né le 2 juin 1986, est un footballeur international qatarien, évoluant au poste de défenseur.

## Carrière
Mohammed naît de parents soudanais. À l'âge de dix ans, il intègre les équipes espoirs d'Al-Gharafa SC et dispute son premier match professionnel avec cette même équipe en 2003. La même année, il inaugure sa première sélection en équipe nationale qatarienne, face à l'Algérie dans le cadre d'un match amical. Sélectionné pour participer à la Coupe d'Asie des nations 2004, il joue deux des trois matchs du Qatar.
En 2005, Mohammed remporte son premier titre professionnel, à savoir le Championnat du Qatar, qu'il a l'occasion de remporter à plusieurs reprises. L'année suivante, il inscrit le but victorieux en finale des Jeux asiatiques de 2006 et permet au Qatar de décrocher la médaille d'or du tournoi devant son public. Après avoir participé au parcours catastrophique de son pays lors de la Coupe d'Asie des nations 2007, il participe à sa troisième Coupe d'Asie en 2011, durant laquelle il s'inscrit un but, en phase de groupe, face au Koweït.

## Palmarès
- Champion du Qatar en 2005, 2008, 2009 et 2010 avec Al-Gharafa
- Vainqueur de la Coupe du Qatar en 2012 avec Al-Gharafa
- Vainqueur de la Coupe Crown Prince de Qatar en 2010 et 2012 avec Al-Gharafa
- Vainqueur de la Qatari Stars Cup en 2009 avec Al-Gharafa